# Сельское поселение Воздвиженское (Московская область)
Сельское поселение Воздвиженское — упразднённое муниципальное образование со статусом сельского поселения в Клинском районе Московской области.

## Общие сведения
Образовано в ходе муниципальной реформы, в соответствии с Законом Московской области от 28.02.2005 года № 80/2005-ОЗ «О статусе и границах Клинского муниципального района и вновь образованных в его составе муниципальных образований».
Административный центр — село Воздвиженское.
Глава сельского поселения — Данилов Александр Николаевич. Адрес администрации: 141651, Московская область, Клинский район, село Воздвиженское, д. 17.

## География
Расположено в западной части Клинского района. Граничит с городскими поселениями Решетниково и Высоковск, сельским поселением Петровским, сельским поселением Теряевским Волоколамского района, сельским поселением Ошейкинским Лотошинского района, а также Конаковским районом Тверской области. Площадь территории сельского поселения — 35 478 га.
Значительная часть поселения находится на территории заповедника «Завидово» — уникального памятника природы центральной России. Земли, вошедшие в состав современного сельского поселения, с давних пор славятся как охотничьи угодья, где ещё в XVI веке охотился Иван Грозный.

## Население
| 2006  | 2007  | 2008  | 2009  | 2010  | 2011  |
| ----- | ----- | ----- | ----- | ----- | ----- |
| 2705  | ↗2840 | ↗2850 | ↗2858 | ↘2701 | ↘2691 |
| 2012  | 2013  | 2014  | 2015  | 2016  | 2017  |
| →2691 | ↗2693 | ↗2736 | ↗2742 | →2742 | ↘2722 |
| 2018  |       |       |       |       |       |
| ↘2706 |       |       |       |       |       |

Крупные населённые пункты:
- село Воздвиженское — 1852 человека;
- деревня Некрасино — 202 человека;
- посёлок Выголь — 152 человека.

## Состав сельского поселения
В состав сельского поселения входят 30 населённых пунктов двух упразднённых административно-территориальных единиц — Воздвиженского и Шипулинского сельских округов:
| Статус  | Наименование  | Население, 2005 чел. | ОКАТО          | Бывшая территориальная единица |
| ------- | ------------- | -------------------- | -------------- | ------------------------------ |
| деревня | Александрово  | 3                    | 46 221 807 002 | Воздвиженский сельский округ   |
| деревня | Бортницы      | 33                   | 46 221 807 003 | Воздвиженский сельский округ   |
| деревня | Васильково    | 65                   | 46 221 807 005 | Воздвиженский сельский округ   |
| деревня | Владимировка  | 6                    | 46 221 807 004 | Воздвиженский сельский округ   |
| село    | Воздвиженское | 1852                 | 46 221 807 001 | Воздвиженский сельский округ   |
| деревня | Воловниково   | 15                   | 46 221 807 023 | Воздвиженский сельский округ   |
| посёлок | Выголь        | 152                  | 46 221 822 019 | Шипулинский сельский округ     |
| деревня | Высоково      | 6                    | 46 221 807 006 | Воздвиженский сельский округ   |
| деревня | Глухино       | 15                   | 46 221 807 007 | Воздвиженский сельский округ   |
| деревня | Гологузово    | 57                   | 46 221 807 028 | Воздвиженский сельский округ   |
| деревня | Дурасово      | 0                    | 46 221 807 008 | Воздвиженский сельский округ   |
| деревня | Жестоки       | 8                    | 46 221 822 018 | Шипулинский сельский округ     |
| деревня | Игумново      | 19                   | 46 221 807 027 | Воздвиженский сельский округ   |
| деревня | Китенево      | 16                   | 46 221 807 009 | Воздвиженский сельский округ   |
| деревня | Комлево       | 1                    | 46 221 807 011 | Воздвиженский сельский округ   |
| деревня | Копылово      | 40                   | 46 221 807 024 | Воздвиженский сельский округ   |
| деревня | Корост        | 24                   | 46 221 807 022 | Воздвиженский сельский округ   |
| деревня | Крутцы        | 3                    | 46 221 807 010 | Воздвиженский сельский округ   |
| деревня | Крюково       | 11                   | 46 221 807 025 | Воздвиженский сельский округ   |
| деревня | Некрасино     | 202                  | 46 221 807 013 | Воздвиженский сельский округ   |
| деревня | Новоселки     | 8                    | 46 221 807 012 | Воздвиженский сельский округ   |
| деревня | Овсянниково   | 2                    | 46 221 807 014 | Воздвиженский сельский округ   |
| деревня | Подорки       | 13                   | 46 221 807 015 | Воздвиженский сельский округ   |
| деревня | Свистуново    | 13                   | 46 221 807 017 | Воздвиженский сельский округ   |
| деревня | Семчино       | 9                    | 46 221 807 026 | Воздвиженский сельский округ   |
| деревня | Степанцево    | 53                   | 46 221 807 016 | Воздвиженский сельский округ   |
| деревня | Таксино       | 12                   | 46 221 807 018 | Воздвиженский сельский округ   |
| деревня | Хлыниха       | 2                    | 46 221 807 020 | Воздвиженский сельский округ   |
| деревня | Чернятино     | 65                   | 46 221 807 021 | Воздвиженский сельский округ   |
| деревня | Шевериха      | 0                    | 46 221 807 019 | Воздвиженский сельский округ   |